# Quiet Please!
«Тише, пожалуйста!» (англ. Quiet Please!), также известный как «Соблюдайте тишину!» — двадцать второй эпизод из знаменитого мультсериала «Том и Джерри». Эпизод был удостоен премии «Оскар» в 1945 году. На экраны он вышел 22 декабря 1945 года. Один из немногих мультфильмов, в которых был озвучен Том. Во время разработки мультфильма к команде присоединился аниматор Эд Бардж, который работал до этого в подразделении Джорджа Гордона и был переведен в подразделения Ханны Барберы.

## Сюжет
Из-за постоянных погонь Тома и Джерри, сопровождаемых громким шумом, не может заснуть сторожевой пёс, бульдог Спайк. В конце концов, он хватает Тома за грудки и грозит содрать с него шкуру, если Том ещё раз его разбудит. Джерри, услышав угрозы Спайка, решает спровоцировать кота на шум.
В первый раз Джерри пытается стучать ложкой по сковороде, однако Том отбирает у него посуду. Джерри растягивает кабель с вилкой, чтобы Том споткнулся о него: тот летит на стол с бокалами, но отталкивает его и приземляется на подушку. Далее Джерри пытается выстрелить из ружья, но Том затыкает дула стволов пальцами, чтобы заглушить звук, а потом едва успевает заткнуть уши бульдогу, когда Джерри роняет напольные часы. Наконец, Джерри бросает на пол лампочки, которые кот ловит всеми лапами и ртом; затем засовывает хвост Тома в розетку, превращая того в ходячую гирлянду, и ставит его лапы на ролики, заставляя Тома врезаться в Спайка.
Перепуганный Том с помощью колыбельной убаюкивает Спайка и заливает ему сильнодействующее снотворное. Джерри пытается разбудить Спайка шумом на барабанах, но Том, повторяя действия Джерри, издевательски показывает мышонку, что он сделал со Спайком. Подавленный Джерри провоцирует Тома на очередную драку, швыряясь в него пирогом с заварным кремом, а потом пытается несколько раз разбудить Спайка, но безуспешно.
Затем Том пытается оглушить мышонка молотком. В результате Том получает по ноге и вопит от боли, но ещё больше он пугается, когда видит, что Джерри запихивает под тело Спайка динамитную шашку. Том пытается вытащить шашку из-под Спайка, но тот просыпается в неподходящий момент, ведь действие снотворного закончилось (чего Том не знал). Том вынужден вернуть шашку обратно под тело Спайка и сбежать, только вот та взорвалась в  самый неподходящий момент. Приземлившись, разъярённый Спайк, частично лишившийся шкуры из-за взрыва, гонится за Томом и за кадром жестоко избивает его.
Побитый Том качает колыбель со Спайком. Джерри тоже спит в колыбели, и вешает табличку «Не беспокоить».

## Озвучка
- Том — Уильям Ханна
- Спайк — Билли Блетчер

## Особенности героев
- Это первое появление Спайка в доме Тома и Джерри: в серии The Dog Trouble Мамочка-Две-Тапочки стремилась выгнать его из помещения.
- Сюжет этого мультфильма сводится к тому, что Том стремится исполнять данное обещание, даже если в этом случае зависит его судьба.
- В моменте, когда под Спайком взрывается динамитная шашка, на лишившемуся шкуры псе видна татуировка с якорем, что может говорить о каком-то отношении Спайка к службе на флоте.